# Heptagramă

Varianta întrețesută, echivalentă cu nodul 7_{1}

În geometrie o heptagramă este un poligon stelat cu șapte vârfuri, cu simbolul Schläfli {7/2}, respectiv {7/3}.
Denumirea heptagramă combină prefixul numeric hepta- cu sufixul -gramă, care derivă din greacă γραμμῆ, care înseamnă o dreaptă.

## Geometrie
În general, o heptagramă este orice heptagon (poligon cu 7 laturi) autointersectat.
Există două heptagrame regulate, etichetate ca {7/2}, respectiv {7/3}, al doilea număr reprezentând pasul stelării unui heptagon regulat, {7}.
Acesta este cel mai mic poligon stelat care are două forme diferite, ca fracții ireductibile. Cele două heptagrame sunt uneori numite heptagramă (pentru {7/2}), respectiv marea heptagramă (pentru {7/3}).
| {7/2}          | {7/3}          | {7}+{7/2}+{7/3} |
| Prismă 7/2     | Prismă 7/3     | Graful complet  |
| Antiprismă 7/2 | Antiprismă 7-3 | Antiprismă 7-4  |

## Mărimi asociate

### Heptagrama {7/2}
Coordonatele carteziene ale vârfurilor sunt:
{\displaystyle (1,0)},
{\displaystyle (\cos(2\pi /7),\pm \sin(2\pi /7))},
{\displaystyle (\cos(4\pi /7),\pm \sin(4\pi /7))},
{\displaystyle (\cos(6\pi /7),\pm \sin(6\pi /7))}.
Unghiurile interne sunt
{\displaystyle {\frac {3\pi }{7}}\approx 77,142857^{\circ }.}
Raza circumscrisă pentru lungimea laturii a este
{\displaystyle R=\left(2\sin {\frac {2\pi }{7}}\right)^{-1}a\approx 0,639524~a.}
Raza înscrisă pentru lungimea laturii a este
{\displaystyle r=\left(2\tan {\frac {2\pi }{7}}\right)^{-1}a\approx 0,398737~a.}
Aria pentru lungimea laturii a este
{\displaystyle A=7\left(4\tan {\frac {2\pi }{7}}\right)^{-1}a\approx 1,395578~a^{2}.}

### Heptagrama {7/3}
Coordonatele carteziene ale vârfurilor sunt:
{\displaystyle (1,0)},
{\displaystyle (\cos(2\pi /7),\pm \sin(2\pi /7))},
{\displaystyle (\cos(4\pi /7),\pm \sin(4\pi /7))},
{\displaystyle (\cos(6\pi /7),\pm \sin(6\pi /7))}.
Unghiurile interne sunt
{\displaystyle {\frac {\pi }{7}}\approx 25,714286^{\circ }.}
Raza circumscrisă pentru lungimea laturii a este
{\displaystyle R=\left(2\sin {\frac {3\pi }{7}}\right)^{-1}a\approx 0,512858~a.}
Raza înscrisă pentru lungimea laturii a este
{\displaystyle r=\left(2\tan {\frac {3\pi }{7}}\right)^{-1}a\approx 0,114122~a.}
Aria pentru lungimea laturii a este
{\displaystyle A=7\left(4\tan {\frac {3\pi }{7}}\right)^{-1}a\approx 0,399426~a^{2}.}

## Utilizări

### Drapele și heraldică

Drapelul Iordaniei, cu steaua simbolizând Al-Fatiha
Simbolul Hokkaido
Stema Samarkandului
Steaua Commonwealth-ului din vârful stemei Australiei
Drapelul municipalității Thun

### Simboluri religioase sau oculte

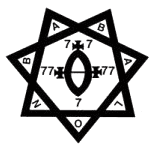
Sigiliul Babalon cu A∴A∴

- Heptagrama a devenit un simbol tradițional pentru a îndepărta răul în catolicism.
- Simbolul este folosit și în iudaismul cabalist.
- În islam, heptagrama este folosită pentru a reprezenta primele șapte versete din Coran.
- Heptagrama este folosită în simbolul pentru Babalon în sistemul ocult al lui Aleister Crowley, Thelema.
- În alchimie, o stea cu șapte laturi se poate referi la cele șapte planete care erau cunoscute de primii alchimiști, sau la cele șapte substanțe folosite în alchimie: foc, apă, aer, pământ, sulf, sare și mercur.